# Nascida para o Mal
In This Our Life (bra/prt: Nascida para o Mal) é um filme estadunidense de 1942, do gênero drama, dirigido por John Huston, e estrelado por Bette Davis, Olivia de Havilland, George Brent e Dennis Morgan. O roteiro de Howard Koch foi baseado no romance homônimo de 1941, de Ellen Glasgow, que venceu um Prêmio Pulitzer pela obra. Raoul Walsh também trabalhou como diretor do filme, assumindo o posto quando Huston foi chamado para uma missão de guerra depois que os Estados Unidos entraram na Segunda Guerra Mundial, mas não foi creditado por isso.
Este foi o terceiro dos cinco filmes que Davis e de Havilland estrelaram juntas, além de ser o décimo-segundo e último filme que Davis e Brent coestrelaram juntos.
A trama retrata a história de duas irmãs e rivais, tanto no romance como na vida. Concluído em 1942, o filme foi inicialmente desaprovado para um lançamento exterior pelo Gabinete de Censura dos tempos de guerra em 1943 por retratar, como parte de sua trama, a discriminação racial de maneira bastante condizente com a realidade estadunidense na época.

## Sinopse
Stanley (Bette Davis), uma mulher egoísta, foge com o marido de sua irmã, Roy (Olivia de Havilland). Após o suicídio de alguém próximo, ela retorna à sua antiga casa e se vê novamente envolvida em uma tragédia quando atropela uma pessoa e coloca a culpa no filho de uma empregada negra.

## Elenco
- Bette Davis como Stanley Timberlake
- Olivia de Havilland como Roy Timberlake
- George Brent como Craig Fleming
- Dennis Morgan como Peter Kingsmill
- Frank Craven como Asa Timberlake
- Billie Burke como Lavinia Timberlake
- Charles Coburn como William Fitzroy
- Ernest Anderson como Parry Clay
- Hattie McDaniel como Minerva Clay
- Lee Patrick como Betty Wilmoth
- Mary Servoss como Charlotte Fitzroy
- William B. Davidson como Jim Purdy
- Edward Fielding como Dr. Buchanan
- John Hamilton como Inspetor
- William Forrest como Forest Ranger
- Walter Huston como Bartender (não-creditado)

## Produção
O romance de Ellen Glasgow, pelo qual a Warner Bros. pagou US$ 40.000 pelos direitos de exibição, retratava o desejo incestuoso de William Fitzroy por sua sobrinha Stanley, bem como as atitudes racistas na sociedade de Richmond.
Recomendado pelo diretor John Huston, o roteirista Howard Koch acreditava que deveria suavizar esses elementos muito pesados visando satisfazer o Código de Produção da época. Em sua revisão do filme, o crítico Bosley Crowther disse que era "moderadamente fiel" ao romance e elogiou sua representação da discriminação racial.
Bette Davis, eventualmente escalada como Stanley Timberlake, apesar de seu desejo de interpretar a "boa irmã" Roy, não gostou do roteiro. "O livro da Srta. Glasgow foi brilhante", ela lembrou mais tarde.   "Nunca senti que o roteiro estava à altura do livro". E nem Glasgow sentiu. "Ela não mediu palavras sobre o filme", disse Davis. "Ela ficou enojada com o resultado. Eu não poderia ter concordado mais com ela. Uma história real foi transformada em um filme falso".
O filme criou um final diferente do final do livro.
Davis também havia ficado insatisfeita com alguns acontecimentos durante a produção. Enquanto provava um dos figurinos e a peruca de sua personagem, Davis foi informada de que seu marido, Arthur Farnsworth, havia sido internado em um hospital de Minneapolis com uma pneumonia grave. Seu amigo Howard Hughes arranjou um avião particular, mas seu voo levou dois dias por causa da neblina e tempestades. Quase imediatamente, o chefe do estúdio, Jack L. Warner, telegrafou para ela exigindo seu retorno para as gravações do filme. Devido à pressão imposta e à preocupação dela com o marido, a saúde de Davis deteriorou. O médico dela ordenou que ela voltasse para Los Angeles de trem, assim ela poderia descansar um pouco antes de voltar ao trabalho.
Aflita por interpretar Stanley em vez de Roy – "Eu não era jovem o suficiente para o papel", insistiu Davis – a atriz discutiu com os produtores sobre todos os aspectos de sua personagem. Ela dirigiu a manutenção de seu estilo de cabelo e maquiagem. Davis insistiu que Orry-Kelly redesenhasse alguns trajes para ela, resultando no que os outros consideravam roupas nada lisonjeiras. Bette ajudou no processo para encontrar a pessoa certa para interpretar Parry Clay. Huston revisou alguns atores negros, mas não ficou satisfeito com nenhum. Um dia, quando Davis estava no refeitório do estúdio, ela notou Ernest Anderson trabalhando lá como garçom. Ela acreditava que ele tinha a aparência e a presença certas para o papel, e encorajou Huston a deixá-lo fazer o teste. O diretor então escalou o jovem. Anderson ganhou o prêmio National Board of Review pelo seu desempenho.
Três dias após o ataque japonês a Pearl Harbor, que levou os Estados Unidos a entrarem na Segunda Guerra Mundial, Huston teve que deixar a produção para uma missão no Departamento de Guerra dos Estados Unidos. O estúdio escalou Raoul Walsh para completar o filme, embora ele não tenha recebido nenhum crédito pelo seu trabalho. Walsh e Davis entraram em conflito imediatamente, e ela se recusou a seguir suas instruções ou refazer cenas que já estavam gravadas. Bette desenvolveu laringite e ficou fora do set por alguns dias. Depois que ela voltou, o produtor Hal B. Wallis frequentemente atuou como mediador entre Davis e Walsh, que ameaçou se demitir por causa do comportamento da atriz.
Por causa dos atrasos, o filme não foi feito até meados de janeiro de 1942, bem depois do planejado. A primeira prévia foi altamente negativa, com comentários críticos do público especialmente sobre o cabelo, maquiagem e guarda-roupa de Davis – justamente os elementos que ela controlava. Preparando-se para iniciar a pré-produção de "A Estranha Passageira", Davis ignorou os comentários. Ela achou o filme "medíocre", embora estivesse feliz que o papel de Parry Clay foi "desempenhado como uma pessoa educada. Isso causou muita alegria entre a população negra. Eles estavam cansados da visão Stepin Fetchit de seu povo". Em 1943, durante a guerra, o Gabinete de Censura dos Estados Unidos revisou o filme antes de seu lançamento no exterior e desaprovou a obra porque "ficou bastante claro que o testemunho de uma pessoa negra no tribunal quase certamente será desconsiderado se estiver em conflito com o testemunho de uma pessoa branca".

## Recepção
Bosley Crowther, em sua crítica para o The New York Times, chamou-o de "um filme nem agradável nem edificante". Ele sentiu que "o único componente excepcional do filme" é a "breve, mas franca alusão à discriminação racial" que "é apresentada de maneira realista, incomum em Hollywood, pela definição da pessoa negra como alguém educada e compreensiva. Por outro lado, a história é praticamente uma corrida em declive". Ele acrescentou: "O diretor John Huston, infelizmente, não deu a esta história distinção suficiente ... A narrativa é comum, o movimento é desconfortavelmente rígido. Olivia de Havilland tem uma atuação calorosa e fácil como a boa irmã que vence no final ... Mas a senhorita Davis, por quem a coisa toda praticamente se sustenta ou cai, está obviamente muito educada para o gosto deste espectador ... Da mesma forma, é muito difícil vê-la como o tipo de dama sensual que os bons homens não conseguem resistir".
A revista Variety observou: "John Huston, em sua segunda atribuição como diretor, fornece delineamentos hábeis nos vários personagens do roteiro. Davis é dramaticamente impressionante no papel principal, mas recebe grande ajuda de Olivia de Havilland, George Brent, Dennis Morgan, Billie Burke e Hattie McDaniel. O roteiro consegue apresentar os pensamentos internos da garota esquematizadora e carrega consigo diálogos e situações engenhosos. A força é adicionada em vários pontos dramáticos pela direção de Huston".

### Bilheteria
O filme arrecadou US$ 1.700.000 nacionalmente e US$ 2.794.000 no exterior, totalizando US$ 4.494.000 mundialmente.

## Mídia doméstica
Em 1º de abril de 2008, a Warner Home Video lançou o filme como parte da box set "The Bette Davis Collection, Volume 3", que incluiu "The Old Maid" (1939), "All This, and Heaven Too" (1940), "The Great Lie" (1941), "Watch on the Rhine" (1943), e "Deception" (1946).